# Juana Meléndez Espinosa
Juana Meléndez Espinosa (San Luis Potosí, 27 de octubre de 1914-Irapuato, 19 de octubre de 2007) fue una narradora, ensayista y poeta mexicana. 

## Biografía
Juana Meléndez de Espinosa nació en San Luis Potosí el 27 de octubre de 1914. Por decisión de su padre, estudió Enfermería con especialidad en Obstetricia en la Facultad de Medicina de la Universidad Autónoma de San Luis Potosí (UASLP), graduándose en 1934 y ejerciendo hasta 1945.  Posteriormente, obtuvo la Licenciatura en Letras Españolas en la Facultad de Filosofía y Letras de la misma universidad. Fue profesora en la UASLP y en la Universidad de Guanajuato, además de coordinar talleres literarios y dirigir la revista Alfa en la Universidad Potosina.
Colaboró en diversas revistas literarias como Punto y Aparte, Ábside, Armas y Letras, Cuadrante, Estilo, Letras Potosinas, Cuadernos Americanos, Metáfora y Nivel. Su obra fue publicada por editoriales como la Editorial Universitaria Potosina, Editorial Porrúa y el Centro de Estudios Literarios de la Ciudad de México.  Compartió su poesía en países como Estados Unidos, Francia, Austria, España, Italia, Grecia y Turquía.
Impartió cátedra en las universidades de Guanajuato y San Luis Potosí, y formó parte del Taller Literario de la Casa de la Cultura de San Luis Potosí, coordinado por el escritor Miguel Donoso Pareja.
Falleció el 19 de octubre de 2007 en Irapuato, Guanajuato, a la edad de 92 años.
En 2014, 

## Premios
Recibió el premio Una Gran Mujer y el Manuel José Othón, ambos otorgados por el gobierno de San Luis Potosí, así como la Flor Natural en certámenes literarios en Mazatlán, Lagos de Moreno y San Luis Potosí. Fue también reconocida con su inclusión en el Diccionario de Escritores Mexicanos de la Universidad Autónoma de México y en la Enciclopedia de México.

## Obra

### Cuento
- Alacena de cuentos, Universidad Autónoma de San Luis Potosí (UASLP), 1993.

### Ensayo
- Asomo a la poesía de Jesús Arellano, Letras Potosinas, Cuadernos de Plata, núm. 1, San Luis Potosí, 1967.
- La suave patria de Ramón López Velarde, San Luis Potosí, Editorial Universitaria Potosina, 1971; reedición por el Instituto Nacional de Bellas Artes (INBA), 1988.
- Trayectoria de la novela mexicana, Letras Potosinas, Cuadernos de Plata, núm. 11, San Luis Potosí, 1971.
- Acercamiento a los textos literarios: hacia la comprensión de la lectura, San Luis Potosí, UASLP, 1981.
- En torno a Hemingway, San Luis Potosí, Editorial Universitaria Potosina, 1987.
- Calas al siglo XX (las nuevas realidades), San Luis Potosí, UASLP, 1999.

### Poesía
- Río sin orillas, San Luis Potosí, Bajo el Signo de Estilo, 1954.
- En el cauce del sueño, Universitaria Potosina, Con el Perfil de Estilo, San Luis Potosí, 1957.
- Poemas, Instituto Potosino de Bellas Artes, 1959.
- Voces del hombre, UASLP, 1961.
- Por el tiempo y un pájaro, UASLP, 1965.
- Esta dura nostalgia, Academia Potosina de Ciencias y Artes, 1970.
- Mirando bajo el árbol donde los astros cantan, San Luis Potosí, UASLP, 1972.
- Acto que afirma, UASLP, 1976.
- Más allá de lo que la sangre retiene, San Luis Potosí, Universidad Potosina, 1977.
- De ti, de mí y del tiempo, UNAM/Coordinación de Humanidades, 1978.
- Desde la mirada, San Luis Potosí, UASLP, 1981.
- Páginas escogidas, San Luis Potosí, UASLP, 1985.
- Tratando de encender palabras, UASLP, San Luis Potosí, 1990.
- Algo de mí te llevas, UASLP, 1994.